# 黄景略
黄景略（1930年12月—2024年7月9日），男，福建惠安人，中华人民共和国考古学家，曾任国家文物局副局长。

## 生平
1952年至1956年，就读于北京大学历史系考古专业，毕业后进入文化部文物局工作。1960年至1964年，主持侯马晋国遗址发掘工作。1975年，主持燕下都遗址发掘工作。
1982年，任国家文物局文物处处长。1988年，任国家文物局副局长。1990年，任国家文物局考古专家组组长。2024年7月9日2时08分在北京逝世。